# Els records no s'esborren
Els records no s'esborren (títol original en francès, On n'efface pas les souvenirs) és un telefilm francès dirigit per Adeline Darraux i emès per primera vegada el 29 de setembre 2021 a France 2. S'ha doblat i subtitulat al català.
El rodatge va tenir lloc del 7 de desembre de 2020 al 12 de gener 2021 a Pau, Denguin, Gant, L'Estela e Bètharram i Laruntz.
La pel·lícula va liderar l'audiència el vespre de la seva emissió amb 3,7 milions d'espectadors i un 18,1% de quota de pantalla.

## Repartiment
- Annelise Hesme: Anna
- Stéphane Debac: Gaspard
- Sam Karmann: Diego
- Ophélia Kolb: Mikki
- Husky Kihal: Capitaine Fresnay
- François-Dominique Blin: Bixente
- Manoëlle Gaillard: Béatrice
- Jean-Marc Rousseau: Claude
- Sophie Guillemin: Rosie
- Tristan Robin: Tony
- Denis Boyer: Kevin